# Der Rachefeldzug
Der Rachefeldzug (Originaltitel: The Wounded) ist die zwölfte Folge der vierten Staffel der US-amerikanischen Science-Fiction-Fernsehserie Raumschiff Enterprise – Das nächste Jahrhundert. Sie wurde in den Vereinigten Staaten über Syndication vermarktet und erstmals am 28. Januar 1991 auf verschiedenen Fernsehsendern ausgestrahlt. In Deutschland war sie zum ersten Mal am 4. März 1994 in einer synchronisierten Fassung auf Sat.1 zu sehen.

## Handlung
Im Jahr 2367 bei Sternzeit 44429.6 ist die Enterprise auf einer Kartierungsmission in der Nähe des Raums der Cardassianer. Nach einem lang anhaltenden blutigen Konflikt haben diese vor einem Jahr endlich Frieden mit der Föderation geschlossen. Plötzlich nähert sich ein cardassianisches Kriegsschiff und feuert auf die Enterprise. Dessen Kommandant Gul Macet rechtfertigt dies als Vergeltung für die Zerstörung einer unbewaffneten Forschungsstation durch ein Föderationsraumschiff. Captain Picard weiß nichts von einem solchen Vorfall und will Nachforschungen anstellen. Da die Feuerkraft der Enterprise dem cardassianischen Schiff überlegen ist, zeigt sich Macet einverstanden.
Das Oberkommando der Sternenflotte bestätigt die Anschuldigung: Für die Zerstörung ist das Raumschiff Phoenix verantwortlich, dessen Captain Benjamin Maxwell auf eigene Faust handelt. Die Cardassianer erteilen der Enterprise die Genehmigung, die Phoenix in ihren Raum zu verfolgen, unter der Bedingung, dass Macet und zwei Begleiter an Bord kommen dürfen. Direkt nach ihrer Ankunft findet eine Lagebesprechung statt, an der auch Transporterchief Miles O’Brien teilnimmt. Er hatte früher unter Maxwell gedient, als dieser noch die USS Rutledge kommandierte. Maxwells Familie wurde bei einem cardassianischen Überfall auf die Föderationskolonie Setlik III getötet, doch O’Brien ist sich sicher, dass er nicht allein durch Rachegelüste zu seinem eigenmächtigen Handeln getrieben wurde. Nach der Besprechung fährt O’Brien kurz mit Macets Begleitern Glinn Daro und Glinn Telle im Turbolift. Daro verwickelt ihn in ein Gespräch und möchte ihn zu einem Getränk einladen, was O’Brien aber recht brüsk ablehnt. Er selbst ist sich seines schlechten Benehmens zunächst gar nicht bewusst, denn kurz darauf äußert er gegenüber seiner Frau Keiko, dass er keine negativen Gefühle gegenüber den Cardassianern habe, denn der Krieg sei ja nun vorbei.
Der Enterprise gelingt es schließlich, die Phoenix zu orten. Sie ist allerdings weit entfernt und verfolgt ein cardassianisches Versorgungsschiff. Macet ist um dessen Sicherheit besorgt und da ein cardassianisches Kriegsschiff deutlich näher ist, bittet er Picard, diesem die Zugangscodes der Phoenix zu übermitteln. Picard zögert, merkt aber, dass ihm keine Wahl bleibt, und genehmigt die Übermittlung. Die Codes nützen den Cardassianern jedoch nichts und die Phoenix zerstört zuerst das Kriegsschiff und danach das Versorgungsschiff.
Picard trifft sich noch einmal mit O’Brien und der bleibt bei seiner Meinung, dass Maxwell sich nie von Rache leiten lassen würde, sondern gute Gründe für sein Handeln haben müsse. Er vermutet, dass er irgendein cardassianisches Komplott vereiteln will. Nach dem Gespräch begibt sich O’Brien in die Bar „Zehn Vorne“. Dort entschuldigt er sich zunächst bei Daro für sein Verhalten im Turbolift und erzählt von seinen Erlebnissen auf Setlik III. Die Cardassianer hatten dort ein Massaker verübt. O’Brien hatte an einer Rettungsmission teilgenommen und war gezwungen gewesen, das erste Mal in seinem Leben zu töten. Dieser Vorfall quält ihn bis heute und er versucht Daro begreiflich zu machen, dass er nicht die Cardassianer hasst, sondern das, was ihretwegen aus ihm geworden ist.
Telle wird unterdessen dabei erwischt, wie er sich unerlaubt Zugang zu den Aufzeichnungen des Schiffscomputers verschaffen will. Macet entschuldigt sich bei Picard. Er versichert, dass Telle ohne sein Wissen gehandelt habe und eine Bestrafung erhalten wird.
Schließlich erreicht die Enterprise die Phoenix. Maxwell beamt herüber. Nach einer kurzen Begrüßung O’Briens begibt er sich sofort zu einer Unterredung mit Picard. Er behauptet, die Cardassianer würden heimlich wieder aufrüsten und bei der wissenschaftlichen Station habe es sich in Wirklichkeit um eine militärische Einrichtung gehandelt. Beweise für seine Behauptungen kann er allerdings nicht vorlegen. Seine einzige Begründung ist, dass die Station keinem erkennbaren wissenschaftlichen Zweck diente, dafür aber strategisch äußerst günstig in der Nähe von drei Sektoren der Föderation lag. In der Absicht, einen neuen Krieg zu verhindern, zerstörte er die Station eigenmächtig, da er befürchtete, die Sternenflotten-Bürokratie würde zu lange brauchen, um die Gefahr richtig einzuschätzen. Enttäuscht muss Maxwell feststellen, dass Picard seine Ansicht nicht teilt. Picard geht nicht auf sein Angebot ein, gemeinsam weitere Nachforschungen anzustellen, sondern weist Maxwell an, mit der Phoenix der Enterprise zur Sternenbasis 211 zu folgen. Maxwell geht zunächst darauf auf, doch nach einer Weile ändert die Phoenix plötzlich den Kurs, um ein weiteres cardassianisches Versorgungsschiff zu verfolgen. Maxwell meldet sich über Funk und will Picard dazu zwingen, ein Außenteam zu Nachforschungen auf das Schiff zu schicken, ansonsten würde er es zerstören. Picard geht nicht darauf ein und lässt Vorbereitungen treffen, die Phoenix anzugreifen. O’Brien glaubt, er könne Maxwell unblutig zur Aufgabe bewegen, und Picard gestattet ihm, auf die Phoenix zu beamen.
Maxwell glaubt nicht, dass Picard bereit wäre, auf ihn zu feuern, um den Feind zu schützen. O’Brien versichert ihm, dass er es sehr wohl tun würde, und erinnert ihn daran, dass der Krieg vorbei ist. Sie schwelgen einen Moment in Erinnerungen an Setlik III, bis Maxwell schließlich klar wird, dass sein Kampf aussichtslos ist. Er übergibt die Phoenix an seinen ersten Offizier und lässt sich auf der Enterprise unter Arrest stellen. Macet zeigt sich scheinbar erleichtert, dass die Krise nun vorbei ist. Picard konfrontiert ihn allerdings damit, dass er Maxwells Anschuldigungen für absolut glaubhaft hält. Er ist sich sicher, dass er auf dem Versorgungsschiff militärische Fracht vorgefunden hätte. Nur um den Frieden zu wahren, sei er nicht an Bord gegangen. Die Cardassianer sollen sich aber bewusst sein, dass sie von der Föderation sehr genau beobachtet werden.

## Verbindungen zu anderen Star-Trek-Produktionen
Einige Elemente aus dieser Folge wurden in mehreren späteren Star-Trek-Produktionen wieder aufgegriffen:
- Das Volk der Cardassianer hat hier seinen ersten Auftritt. Im weiteren Verlauf von Raumschiff Enterprise – Das nächste Jahrhundert und in den Nachfolgeserien haben die Cardassianer zahlreiche weitere Auftritte. Insbesondere in der Serie Star Trek: Deep Space Nine spielen sie eine zentrale Rolle. Auch einige Aspekte ihrer Kultur, etwa das Getränk Canar, tauchen hier erstmals auf.
- Miles O’Briens Vergangenheit auf der Rutledge und sein Einsatz auf Setlik III werden in der Serie Star Trek: Deep Space Nine in mehreren Folgen thematisiert.
- Folge 3.09 (Defiant) von Star Trek: Deep Space Nine aus dem Jahr 1994 erzählt eine ähnliche Geschichte: Hier entführt der zum Maquis übergelaufene Sternenflottenoffizier Thomas Riker die USS Defiant, um mit ihrer Hilfe einen Geheimplan des cardassianischen Geheimdienstes aufzudecken. Um ihn aufzuhalten, muss Commander Benjamin Sisko mit dem cardassianischen Militär zusammenarbeiten.

## Produktion

### Drehbuch
Das Drehbuch ist stark von Joseph Conrads 1899 erschienener Erzählung Herz der Finsternis inspiriert. Der Grundgedanke bei der Entwicklung der Folge war, dass nach einem langen Krieg die früheren Feinde nicht über Nacht zu Freunden werden. Das Autorenteam wollte zeigen, dass diese Problematik trotz aller Fortschritte auch noch im 24. Jahrhundert besteht.

### Darsteller
Die Hauptfigur Beverly Crusher (Gates McFadden) hat in dieser Folge keinen Auftritt. Neben der kompletten zweiten Staffel, in der Crusher durch Katherine Pulaski (Diana Muldaur) ersetzt worden war, ist Der Rachefeldzug die einzige Folge der Serie, in der sie fehlt.
Marc Alaimo spielt hier als Gul Macet seine dritte von vier Rollen in Raumschiff Enterprise – Das nächste Jahrhundert. In der Nachfolgeserie Star Trek: Deep Space Nine spielte er in allen sieben Staffeln die wichtige Nebenrolle des Cardassianers Gul Dukat.
Marco Rodríguez, Darsteller von Glinn Telle, hatte zuvor bereits Captain Paul Rice in Folge 1.21 (Die Waffenhändler) von Raumschiff Enterprise – Das nächste Jahrhundert verkörpert.
John Hancock hatte Admiral Haden zuvor bereits in Folge 3.10 (Der Überläufer) von Raumschiff Enterprise – Das nächste Jahrhundert gespielt.

### Maske und Kostüme
Das Aussehen der Cardassianer wurde von Michael Westmore entworfen. In späteren Produktionen wurde es in einigen Details verändert: Die hier noch recht rosige Haut der Cardassianer wurde später weißlich. Die recht schmalen Schulterkämme wurden deutlich verbreitert. Ihre Bärte und ihre Kopfbedeckungen kommen in späteren Folgen nicht mehr vor. Die hier verwendeten braunen Uniformen waren später nur noch in einer weiteren Folge von Raumschiff Enterprise – Das nächste Jahrhundert zu sehen und wurden danach durch schwarze Uniformen mit einem anderen Design ersetzt.

### Modelle
Für diese Folge wurden zwei neue Raumschiff-Modelle angefertigt. Für die Cardassianer musste ein von Grund auf neues Raumschiffdesign erdacht werden. Das Kriegsschiff der Galor-Klasse wurde von Rick Sternbach entworfen und von Ed Miarecki und Tom Hudson gebaut. Sowohl in physischer als auch in digitaler Form wurde es später in zahlreichen Folgen von Raumschiff Enterprise – Das nächste Jahrhundert, Star Trek: Deep Space Nine, Star Trek: Raumschiff Voyager und Star Trek: Lower Decks wiederverwendet. Das Modell diente auch als Grundlage für eine weitere Raumschiffklasse der Cardassianer, die Keldon-Klasse.
Für die Phoenix wurde erstmals ein vollwertiges Studiomodell eines Föderationsraumschiff der Nebula-Klasse angefertigt. Das Design geht auf Ed Miarecki zurück, der aus Modellen der Enterprise D für die Folge 4.01 Angriffsziel Erde zwei Schiffswracks dieses Typs baute.

## Rezeption
Keith DeCandido bewertete Der Rachefeldzug 2012 auf tor.com als eine gute Folge von Raumschiff Enterprise – Das nächste Jahrhundert, die rückblickend noch stärker wirkt, da mit der Einführung der Cardassianer einer der wichtigsten Antagonisten der folgenden Star-Trek-Produktionen geschaffen wurde. Bereits in dieser Folge werden sie als ein interessantes, facettenreiches Volk dargestellt: Während Telle spionieren will, ist Daro aufrichtig an Frieden interessiert und Macets wahre Absichten bleiben letztlich undurchschaubar. DeCandido gefiel auch, dass der Figur Miles O’Brien durch den Ausbau seines Ehelebens und seiner Vergangenheit mehr Tiefe gegeben wird. Am besten gefiel ihm, dass Maxwell mit seinen Anschuldigungen zwar recht haben könnte, aber deswegen nicht zum Helden stilisiert wird, sondern dass Picard unmissverständlich klarmacht, dass der Zweck nicht die Mittel heiligt. Die zwei größten Kritikpunkte DeCandidos waren zum einen die völlige Abwesenheit von Maxwells Schiffsbesatzung innerhalb der Geschichte und die ungeschickte Einbindung des Krieges gegen die Cardassianer in die bereits etablierte Star-Trek-Chronologie (in den vorangegangenen drei Staffeln gibt es keinen Hinweis auf einen erst kürzlich beendeten größeren militärischen Konflikt).
Charlie Jane Anders führte Der Rachefeldzug 2014 auf gizmodo.com in einer Liste der 100 besten bis dahin ausgestrahlten Star-Trek-Folgen auf Platz 80.
Ed Gross listete Der Rachefeldzug 2016 auf empireonline.com in einer Aufstellung der 50 besten bis dahin ausgestrahlten Star-Trek-Folgen auf Platz 31.
Matthew Fisher erstellte 2017 für die Website whatculture.com eine Liste der 30 besten Star-Trek-Folgen. Der Rachefeldzug führte er hier auf Platz 3.
Sven Harvey zählte Der Rachefeldzug 2017 auf der Website Den of Geek als eine der 25 besten Folgen der Serie Raumschiff Enterprise – Das nächste Jahrhundert.
Anthony Vieira führte Der Rachefeldzug 2021 auf der Website collider.com in einer Liste der 25 besten Folgen von Raumschiff Enterprise – Das nächste Jahrhundert auf Platz 12.

## Parodien und Anspielungen
1996 wurden etwa 2 Minuten von Der Rachefeldzug in Rahmen des Fandub-Projekts Sinnlos im Weltraum parodistisch neu auf Deutsch synchronisiert.